# Raymond Ausloos
Pour les articles homonymes, voir Ausloos.
Raymond Ausloos, né le 15 mai 1928 à Bruges en Belgique et mort le 1er décembre 2012, est un footballeur international belge actif durant les années 1950 qui joue au poste de gardien de but.
Gardien réserve au RSC Anderlecht, il est impliqué en juillet 1948 en compagnie d'Hippolyte Van den Bosch dans un échange pour Arsène Vaillant que les Mauves et Blancs convoitent et qui est en conflit avec sa direction, et effectue toute la suite de sa carrière au White Star.
Il est retenu avec l'équipe de Belgique pour la Coupe du monde de 1954 en Suisse, mais n'a pas joué de match lors de cette compétition. Il dispute toutefois trois rencontres avec les aspirants entre 1953 et 1955.